# Nine Moati
Nine Moati (* 27. Juli 1937 in Paris; † 1. Mai 2021 ebenda) war eine französische Schriftstellerin franko-tunesischer Abstammung mit jüdischen Wurzeln.

## Leben und Werk
Ihr größter Erfolg war der Roman Les Belles de Tunis, einem autobiographischen Roman über ihre Kindheit und Jugendzeit in einer jüdischen Familien im Tunis der Zwischenkriegszeit. Bisher wurde jedoch keines ihrer Bücher ins Deutsche übersetzt. Deshalb war Moati eigentlich nur im französischsprachigen Teil der Schweiz einem größeren Leserkreis bekannt. In Deutschland war Nine Moati vor allem als Drehbuchautorin bekannt. Nine Moati war die Schwester des französischen Filmregisseurs Serge Moati.

## Bekannte Drehbücher
- Deux femmes à Paris. 2000 (Deutsch: Zwei Frauen in Paris.)
- Mon enfant, ma mère. 1981